# Admitanca
Admitánca (oznaka Y) je elektrotehniška in fizikalna količina, določena kot recipročna vrednost impedance. Mednarodni sistem enot predpisuje zanjo izpeljano enoto S ali Ω-1.
Admitanca je v splošnem kompleksna; s konduktanco G in susceptanco B jo povezuje zveza (v elektrotehniki se za imaginarno enoto navadno uporablja oznaka j namesto i):
{\displaystyle Y=G+iB\!\,.}